# Odontochilus inabae
Odontochilus inabae là một loài thực vật có hoa trong họ Lan. Loài này được (Hayata) Hayata ex T.P.Lin mô tả khoa học đầu tiên năm 1975.